# Karel Cankar
Karel Cankar, slovenski rimskokatoliški duhovnik, politik in publicist, * 14. oktober 1877, Vrhnika, † 9. februar 1953, Ljubljana.

## Življenje in delo
Karel Cankar (brat pisatelja I. Cankarja ter sin krojača Jožeta in njegove žene Neže, rojena Pivk) je končal gimnazijo v Ljubljani (1900) in stopil v ljubljansko semenišče ter nadaljeval študij bogoslovja v Sarajevu (1901–1904). Od 1904–1905 je bil katehet na dekliški šoli v Sarajevu, nato od 1906–1916 glavni urednik Stadlerjevega Hrvaškega dnevnika v Sarajevu in škofijski tajnik (1908–1923) ter urednik  nabožne Nedelje. Leta 1908 dobil častni naziv monsignor, postal 1923 kanonik in bil kot tak 1924 zaradi političnega spora z vlado upokojen. Po upokojitvi je živel v Sarajevu. Že kot dijak je z lastnimi in prevedenimi podlistki ter z gledališkimi poročili sodeloval v Slovencu.